# Konoskopische Holografie
Die konoskopische Holografie ist ein optisches Messprinzip für die berührungslose Messung von Form- und Gestaltabweichungen. Das Prinzip basiert auf der Interferenz zweier Lichtwellen. Voraussetzung für Interferenz ist kohärentes Licht. Dieses Licht wird durch einen Laser erzeugt (Bild 1). Anwendung findet das Messprinzip zum Beispiel bei der Messung der Rauheit von technischen Oberflächen.
Das grundlegende Prinzip der Holografie wurde schon 1948 von Dennis Gábor entdeckt. Mitte der 1980er-Jahre veröffentlichten G. Sirat und Demetri Psaltis die Theorie der konoskopischen Holografie.

## Aufbau eines konoskopischen Sensors
Mit Hilfe des Laserstrahls wird auf einem Messobjekt ein Lichtpunkt erzeugt, dessen Licht diffus, d. h. in alle Richtungen, zurückstrahlt (Bild „Schematischer Aufbau“). Ein Teil des von diesem Lichtpunkt zurückgestrahlten Lichts wird vom Objektiv des Sensors erfasst und fällt auf einen Kristall. Dort werden die eintreffenden Lichtstrahlen zunächst in Teilstrahlen gespalten und nach Austritt aus dem Kristall wieder überlagert. Dort entsteht ein Interferenzmuster, das mit Hilfe eines CCD-Sensors erfasst wird und elektronisch ausgewertet wird. Im Interferenzmuster sind Informationen über den Winkel des eintreffenden Lichtstrahls gespeichert. Im konoskopischen System wird dieser Winkel analysiert. Der Messprozess beruht auf der Rekonstruktion des Abstandes des Lichtpunktes aus den Winkelinformationen.
Schematischer Aufbau eines konoskopischen Sensors

## Strahlbrechung an einem doppeltbrechenden Kristall
Um die Systemfunktionalität besser begreifen zu können, soll das Messprinzip anhand des Strahlengangs (siehe Strahlenoptik) eines einzelnen Lichtstrahls erläutert werden (Bild „Aufsplittung“). Ein einzelner Strahl sei im Abstand z vom Messobjekt (Lichtpunkt = Messpunkt) in Richtung Sensor reflektiert worden. Dieser Lichtstrahl trifft unter einem Winkel {\displaystyle \Theta } auf einen doppeltbrechenden Kristall (Brechungsindizes {\displaystyle n_{o}} und {\displaystyle n_{ao}}). An der Oberfläche des Kristalls wird der Strahl in zwei Teilstrahlen gesplittet – in einen ordentlichen Strahl und einen außerordentlichen Strahl (siehe Doppelbrechung). Beide Teilstrahlen werden in Richtung der optischen Achse gebrochen, wobei der außerordentliche Strahlteil stärker gebrochen wird als der ordentliche Strahlteil. Im Kristall breiten sich beide Teilstrahlen auf unterschiedlichen Wegen aus und treten an unterschiedlichen Orten aus dem Kristall. Ein Betrachter auf der dem Lichtpunkt gegenüberliegenden Seite des Kristalls würde anstelle des ursprünglichen Lichtpunktes zwei separate Lichtpunkte erkennen, die einen Abstand Δz zueinander aufweisen. Der Abstand Δz ist abhängig von den Kristalleigenschaften und dem Einfallswinkel {\displaystyle \Theta }. Durch den Schnitt mit der optischen Achse kann daraus der originäre Abstand z vom Lichtpunkt zum Sensor rekonstruiert werden.
Aufsplittung eines Lichtstrahls an der Oberfläche eines doppeltbrechenden Kristalls. Jeder reflektierte Strahl enthält Information über den Ort des Lichtpunktes.

## Rekonstruktion des Abstandes z
Bei der Rekonstruktion des Abstandes z bedient man sich der Konoskopie. Bei der Konoskopie wird im Gegensatz zur Orthoskopie kein vergrößertes Bild des Objektes, sondern eine Interferenzfigur beobachtet. Man stelle sich die beiden Lichtpunkte als Quellen vor, von denen Lichtwellen kugelförmig ausgestrahlt werden (Bild „Abstand“). Vergleichbar, als würden zwei Steine gleichzeitig im Abstand Δz in ein ruhendes Gewässer geworfen. Die Uferkante entspricht der Betrachtungsebene. An der Uferkante beobachtet man überall dort, wo sich die Wellen der beiden Quellen überlagern Interferenz. Bei der Interferenz zweier Lichtwellen ergibt sich in einem ansonsten dunklen Umfeld ein heller Punkt.
Übertragen auf die Summe aller vom Messpunkt diffus reflektierten Lichtstrahlen bedeutet dies: Jeder reflektierte Strahl wird im Kristall in einen ordentlichen und einen außerordentlichen Teilstrahl gesplittet. Damit gibt es auch für jeden Strahl ein eigenes Interferenzbild. Das konoskopische Bild wird durch Sammlung aller interferierenden Teilstrahlen erzeugt. Es besteht aus konzentrischen Ringen, die nach außen immer enger werden. Ein solches Muster wird auch Fresnelsche Zonenplatte oder Gabor-Zonenlinse genannt. Die Größe der Ringe ist abhängig von der Position des Messpunktes im Raum.
Der Abstand der ausgestrahlten Kugelwellen beträgt λ/2, wobei hier λ die Wellenlänge der Laserlichtquelle ist. Auf einer Betrachtungsebene interferieren Lichtwellen. Die Sammlung aller Interferenzmuster ergibt eine Fresnelsche Zonenplatte. Der Abstand der Lichtquellen kann aus dem Interferenzmuster rekonstruiert werden.
Der Abstand des Objektpunktes zum Empfänger (CCD-Array) (Rao) korreliert dabei mit dem mittleren Radius des Interferenzringes m-ter Ordnung (Rm):
{\displaystyle R_{\text{ao}}={\sqrt {\left(m\cdot {\frac {\lambda }{2}}\right)^{2}-{R_{m}}^{2}}}}
Als Faustregel gilt: Je weiter der Messpunkt vom Empfänger entfernt ist, desto größer werden die Ringe der Fresnelschen Zonenplatte.

## Vorteile gegenüber anderen Abstandsmessverfahren
Der prinzipielle Unterschied zur klassischen Lasertriangulation ist, dass die Triangulation nur den Winkel eines einzelnen Strahles misst, während das konoskopische System den Winkel eines jeden diffus reflektierten Strahles erfasst und auswertet. Diese Prozedur ist gegenüber der Triangulation deutlich stabiler und robuster, da Winkelfehler herausgemittelt werden.
Gegenüber dem Laserfokusprinzip oder einigen Varianten der Konfokaltechnik werden keine bewegten Teile benötigt, die den Messbereich unvorteilhaft einschränken.
Durch Austauschen der Linsen kann der Messbereich des konoskopischen Sensors verändert werden.